# Burning Image
Burning Image é uma banda de deathrock dos Estados Unidos.
Burning Image é uma das bandas originais da cena do deathrock da California no início dos anos 80, junto com 45 Grave e Christian Death, tocando em shows com bandas incluindo  Specimen, Dead Kennedys, Butthole Surfers e Timothy Leary.